# Carlskrona (1841)
För andra betydelser, se HMS Karlskrona.
Carlskrona, officiellt HM Korvett Carlskrona, var en korvett i svenska flottan som var i tjänst åren 1841-1846. Fartyget förliste utanför Kubas kust den 30 april 1846. 

## Fartygsinformation

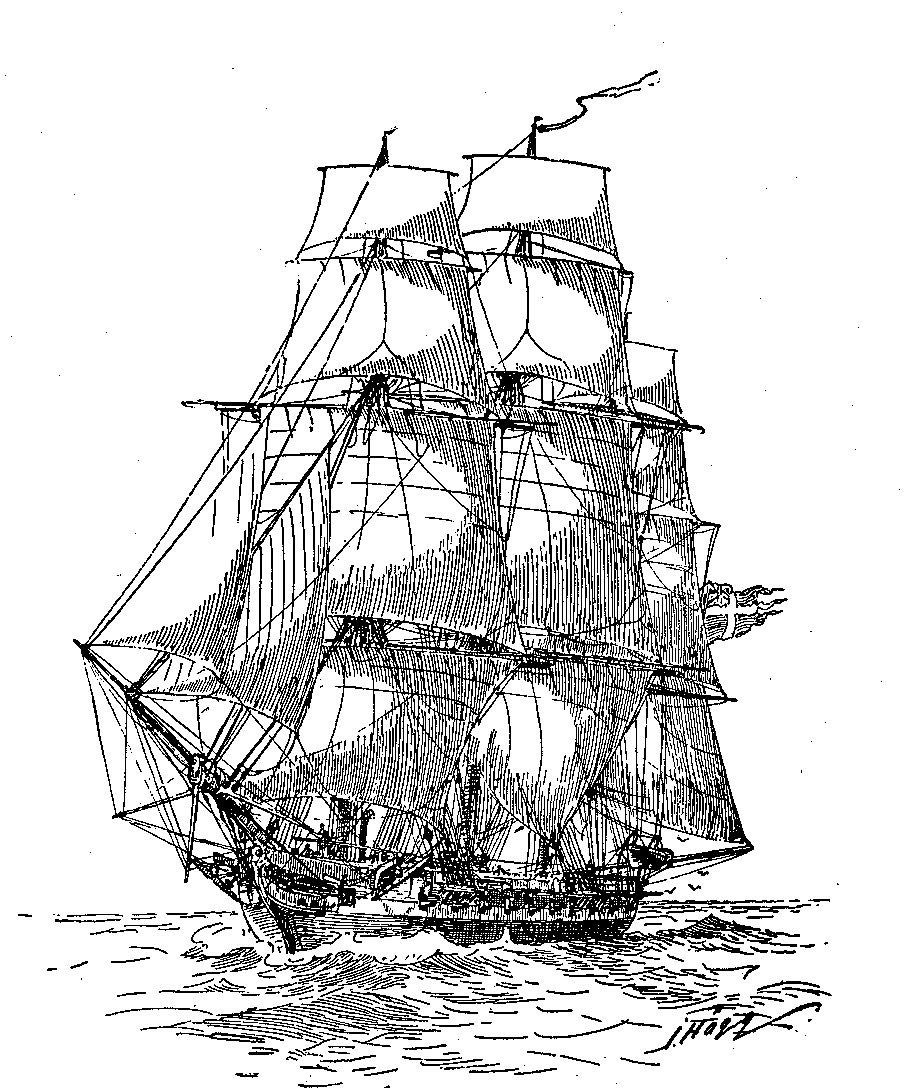
Carlskrona till havs. Etsning av Jacob Hägg.

Bestyckningen utgjordes av 18 stycken 24-pundiga kanoner på ett batteridäck. Korvetten byggdes på Karlskrona örlogsvarv efter ritningar av Johan Aron af Borneman och sjösattes den 13 augusti 1841. Den 5 oktober samma år togs fartyget i tjänst av flottan. 
Carlskrona genomförde åren 1841-1846 tre långresor till Medelhavet, Atlanten och Karibiska havet. På väg hem från sin tredje expedition råkade fartyget den 30 april 1846 ut för en storm utanför Kubas kust. En oväntad orkanby vräkte omkull fartyget som sjönk på bara några sekunder. Av den 131 man starka besättningen lyckades 17 rädda sig i en livbåt, som 4 dagar senare hittades  av det amerikanska barkskeppet Swan. 
Carlskronas förlisning anses vara den största fredstida katastrofen i svenska flottans historia. Bland de omkomna fanns bl.a. fartygschefen kapten Eric Gustaf af Klint. På 150-årsdagen av katastrofen, den 30 april 1996, genomförde Sveriges ambassad i Havanna, tillsammans med kubanska myndigheter, en kransceremoni på olycksplatsen utanför Matanzas, för att hedra de omkomna svenskarna. Kubansk radio gjorde då också ett reportage om förlisningen.

## Långresan 1845–1846
1. Karlskrona, avseglade 6 augusti 1845
2. Köpenhamn, Danmark
3. Brest, Frankrike
4. Gibraltar
5. Teneriffa, Kanarieöarna, Spanien
6. Buenos Aires, Argentina
7. Montevideo, Uruguay
8. Rio de Janeiro, Brasilien
9. Saint Barthélemy, Västindien
10. Saint Croix, Jungfruöarna, Västindien
11. Havanna, Kuba, avseglade 30 april 1846

Förliste den 30 april 1846 utanför Kubas norra kust.

## Befälhavare
- Hans Fredrik Frick (1841-1842)
- Gustaf Edvard Ruuth (1844-1845)
- Eric Gustaf af Klint (1845-1846)